# 村木沢村
村木沢村（むらきさわむら）は山形県南村山郡にあった村。現在の山形市中心部の西方、国道458号の西側にあたる。

## 地理
- 山：文殊山

## 歴史
- 1889年（明治22年）4月1日 - 町村制の施行により、若木村、村木沢村の区域をもって発足。
- 1956年（昭和31年）12月23日 - 山形市に編入。同日村木沢村廃止。

## 経済
農業
『大日本篤農家名鑑』によれば、村木沢村の篤農家は、「計見忠一、吉田権兵衛、志鎌弘、奥山光治」などである。

## 地域

### 医療
医師
- 高橋伊佐三[2]

## 出身・ゆかりのある人物
- 広谷五郎左エ門（政治家） - 山形県議会議員。元山形市職員（水道部勤務）[3]。元山形市議会議員[3]。所属政党は社会民主党。
- 渡辺えり（劇作家、演出家、女優）